# Gothenburg Research Institute
Gothenburg Research Institute (GRI) är ett tvärvetenskapligt fristående forskningsinstitut inom ramen för Handelshögskolan vid Göteborgs universitet, grundat 1991. 
Forskare har möjlighet att i programform arbeta med forskningsprojekt med hög näringslivs- och samhällsrelevans. Forskning bedrivs inom ämnen såsom företagsekonomi, antropologi, sociologi och teknik och samhällsvetenskaplig miljöforskning.
GRI kommer under 2024 att avvecklas i sin nuvarande organisatoriska form. Forskningsverksamheten drivs dock vidare.